# 溫尼基

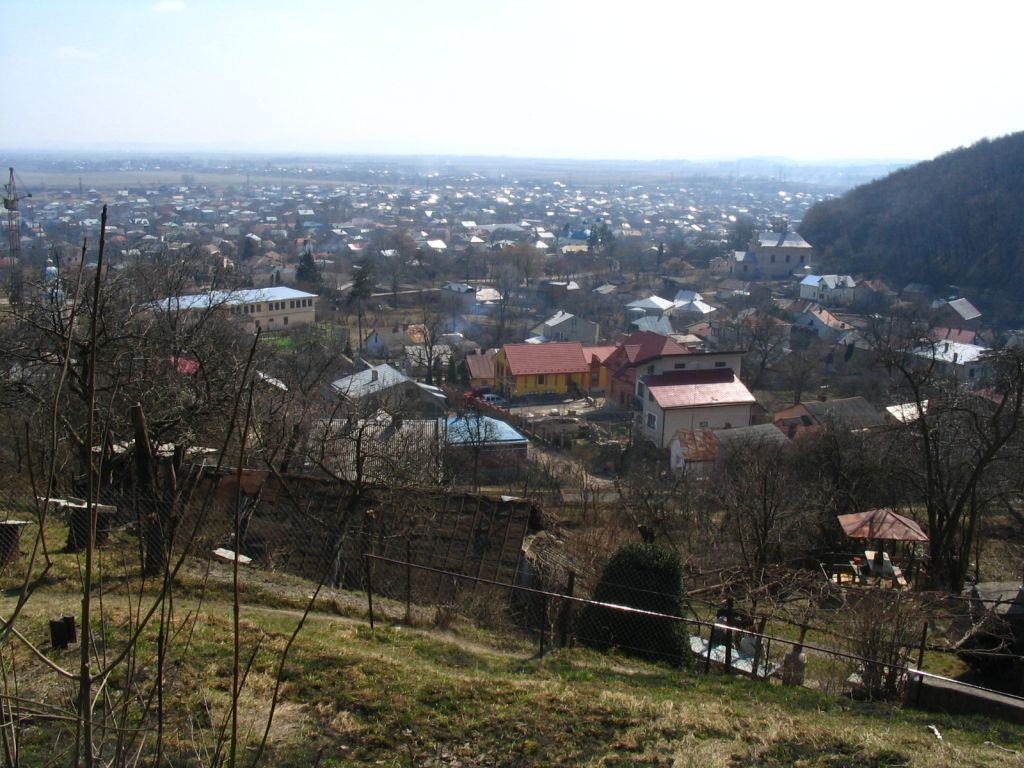

溫尼基（羅馬化：Vynnyky）是烏克蘭的城市，位於該國西部，距離首府利維夫4公里，由利維夫州負責管轄，面積6.6平方公里，市內的歷史博物館收藏逾14,000件展品，2022年人口19,037。